# حادثه لین بیائو
حادثه لین بیائو (به چینی: 九一三事件؛ ت.ت. «حادثه ۱۳ سپتامبر») یک سانحه هوایی در ساعت ۳ صبح روز ۱۳ سپتامبر ۱۹۷۱ بود که لین بیائو، معاون رئیس حزب کمونیست چین درگیر آن بود. تمام سرنشینان هاوکر سیدلی ترایدنت، از جمله لین و چند تن از اعضای خانواده‌اش، در اثر برخورد هواپیما با زمین مغولستان جان باختند. بنا به ادعا، لین بیائو پس از توطئه‌ای ناموفق برای ترور مائو زدونگ، در حال تلاش به پناهنده شدن به اتحاد جماهیر شوروی بود. به دنبال مرگ لین، تردیدهای گسترده‌ای در غرب در مورد توضیح رسمی چین وجود داشته است، در حالی که تحقیقات جرم‌شناسی انجام شده توسط اتحاد جماهیر شوروی، که اجساد را پس از سقوط بازیابی کرد، تأیید کرده است که لین میان کسانی بود که در این سانحه جان باختند.

## رویداد‌ها

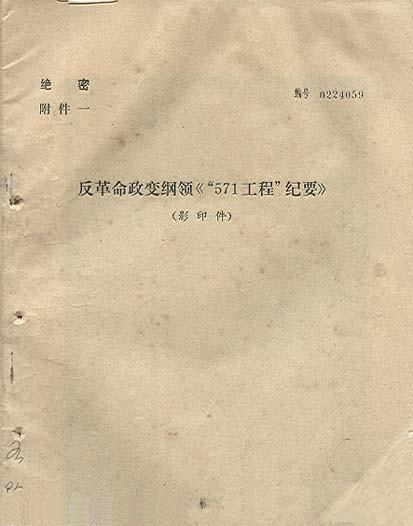
طرح کلی پروژه ۵۷۱

### روایت رسمی چین

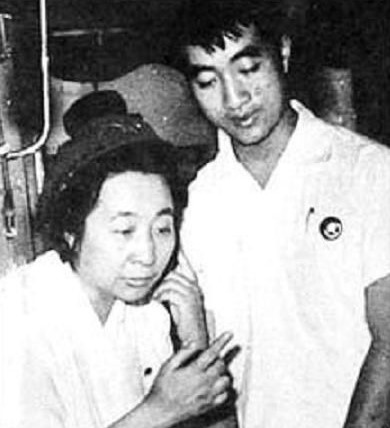
لین لیگوئو همراه با یه چون

به گفته دولت چین، لین بیائو به این آگاه ساخته شد که مائو زدونگ پس از نهمین کمیته مرکزی دیگر به او اعتماد ندارد و او تمایل شدیدی برای به دست گرفتن قدرت عالی در دل دارد. در فوریه ۱۹۷۱، لین و همسرش، یه چون (که در آن زمان یکی از اعضای پولیتبورو بود)، برنامه‌ریزی برای ترور مائو را آغاز کردند. در مارس ۱۹۷۱، پسر لین، لین لیگوئو (که یک افسر ارشد نیروی هوایی بود) یک جلسه محرمانه با نزدیکترین پیروان خود در یک پایگاه نیروی هوایی در شانگهای برگزار کرد. در این جلسه، لین لیگوئو و زیردستانش ظاهراً طرحی را برای سازماندهی یک کودتا با عنوان «پروژه ۵۷۱» تهیه کردند. در زبان چینی، «۵-۷-۱» (به چینی: 五七一، پین‌یین: wǔqīyī) یک هم‌آوا برای «قیام مسلحانه» (به چینی: 武起义، پین‌یین: wǔqǐyì) است. بعداً در ماه مارس، پس از کودتای پیشنهادی، این گروه دوباره برای صورت‌بندی کردن ساختار فرماندهی گرد هم آمدند.
مائو از توطئه کودتا بی خبر بود و در اوت ۱۹۷۱ کنفرانسی را برای تعیین سرنوشت سیاسی لین بیائو در سپتامبر برنامه ریزی کرد. در ۱۵ اکتبر، مائو پکن را ترک کرد تا با دیگر رهبران ارشد سیاسی و نظامی در جنوب چین درباره این موضوع بحث کند. در ۵ سپتامبر، لین گزارش‌هایی دریافت کرد که مائو در حال آماده شدن برای پاک‌سازی اوست. در ۸ سپتامبر، لین به زیردستان خود دستور داد تا اقدام به کودتا کنند.
زیردستان لین قصد داشتند با خرابکاری قطار مائو او را قبل از بازگشت به پکن ترور کنند، اما مائو به طور غیرمنتظره در ۱۱ سپتامبر مسیر خود را تغییر داد. بادی‌گاردهای مائو چندین تلاش پسین برای قصد جان مائو را خنثی کردند و مائو در عصر ۱۲ سپتامبر به سلامت به پکن بازگشت. با موفق نشدن در ترور مائو، کودتای لین شکست خورد.
با درک اینکه مائو اکنون کاملاً از کودتای نافرجام او آگاه بود، حزب لین ابتدا فرار به سمت جنوب و به بنیان قدرت خود در گوانگجو را در نظر گرفت، جایی که آنها می‌خواستند یک «مرکز فرماندهی حزب» جایگزین ایجاد کنند و به نیروهای مسلح وفادار به مائو حمله کنند. پس از شنیدن اینکه نخست‌وزیر جئو ئن لای در حال بررسی این حادثه بود، آنها این طرح را به عنوان نشدنی رها کردند و به جای آن تصمیم گرفتند به اتحاد جماهیر شوروی فرار کنند. در اوایل صبح ۱۴ سپتامبر، لین بیائو، یه چون، لین لیگوئو و چند دستیار شخصی سعی کردند به اتحاد جماهیر شوروی فرار کنند و سوار بر یک ترایدنت ۱ای از پیش تدارک دیده شده (ثبت شده به عنوان PLAAF ۲۵۶) شدند، که توسط پان جینگیین، معاون فرمانده لشکر ۳۴ نیروی هوایی خلق، خلبانی شده بود. این هواپیما قبل از بلند شدن سوخت کافی سوار نکرد، سوخت آن تمام شد و در ۱۳ سپتامبر ۱۹۷۱ در نزدیکی اوندورخان در مغولستان سقوط کرد. تمام سرنشینان هواپیما، هشت مرد و یک زن، کشته شدند.

### دیدگاه بین المللی از توضیح رسمی چین قبل از سال ۱۹۹۴
شرایط دقیق مرگ لین به دلیل کمبود شواهد برجای‌مانده، نامشخص است. بسیاری از سوابق اولیه دولتی مربوط به مرگ لین به طور مخفیانه و عمداً با تأیید پولیتبورو ، طی دوره کوتاه حکومت هوآ گوئوفنگ در اواخر دهه ۱۹۷۰ نابود شدند. سوابق تماس‌های تلفنی، صورتجلسات نشست‌ها، یادداشت های شخصی و دستورکارها در میان سوابق از بین رفته بودند. این سوابق، اگر به‌جا می‌ماندند، فعالیت های مائو، جئو ئن لای، جیانگ چینگ و وانگ دونگشینگ مربوط به لین، قبل و بعد از مرگ او را روشن می کردند. به دلیل از بین رفتن اسناد دولتی مربوط به مرگ لین، دولت چین برای تأیید روایت رسمی به اعترافات ادعایی مقامات پاک‌سازی شده نزدیک به لین تکیه کرده است، اما محققان غیرچینی معمولاً این اعترافات را غیرقابل اعتماد می‌دانند.
از سال ۱۹۷۱، محققان خارج از چین نسبت به توضیح رسمی دولت در مورد شرایط مربوط به مرگ لین تردید داشته‌اند. شکاکان ادعا می کنند که روایت رسمی به اندازه کافی توضیح نمی دهد که چرا لین، یکی از نزدیک ترین حامیان مائو و یکی از موفق ترین ژنرال‌های کمونیست، به طور ناگهانی اقدام به کودتایی کرد که به طور ناشایست برنامه‌ریزی شده و نافرجام بود. روایت دولت همچنین به اندازه کافی توضیح نمی‌دهد که چگونه و چرا هواپیمای لین سقوط کرد. شکاکان ادعا کرده‌اند که تصمیم لین برای فرار به اتحاد جماهیر شوروی غیرمنطقی بوده است، بر این اساس که ایالات متحده یا تایوان مقاصد امن‌تری بودند.
مورخان غربی ادعا کرده‌اند که لین قصد یا توانایی غصب جایگاه مائو در دولت یا حزب را نداشت. یک نظریه تلاش کرد تا فرار و مرگ لین را با مشاهده اینکه او با آشتی چین با ایالات متحده مخالف است، توضیح دهد، چیزی که جئو ئن لای در حال سازماندهی با تأیید مائو بود. از آنجایی که دولت چین هرگز شواهدی برای تایید گزارش خود مبنی بر حضور لین در هواپیما ارائه نکرد، محققان غربی در ابتدا در شک بودند که لین در این سانحه جان باخته است. یک کتاب که در سال ۱۹۸۳ با یک نام مستعار چینی به صورت ناشناس منتشر شد، ادعا کرد که در واقع مائو لین و همسرش را در پکن کشته است و لین لیگوئو تلاش کرده بود با سفر هوایی فرار کند. سایر محققان پیشنهاد کردند که مائو به ارتش چین دستور داد تا هواپیمای لین را بر فراز مغولستان سرنگون کند.
دولت چین علاقه‌ای به ارزیابی مجدد روایت خود در مورد مرگ لین بیائو ندارد. به دنبال آشکار شدن شواهدی جدید در مورد حادثه لین بیائو پس از جنگ سرد، هنگامی که با وزارت امور خارجه چین در سال ۱۹۹۴ در مورد این شواهد تماس برقرار شد، این ارگان اظهار داشت: «چین در حال حاضر یک نتیجه روشن و قابل اعتماد در مورد حادثه لین بیائو دارد. سایر گزارش‌های خارجی که ماهیتی فرضی دارند، بی اساس هستند». محققان غیر‌چینی تفسیر کردند که بی‌میلی چین به در نظر گرفتن شواهد متناقض با تاریخ «رسمی» خود، نتیجه تمایل به اجتناب از بررسی هر موضوعی است که ممکن است به انتقاد از مائو زدونگ یا ارزیابی مجدد انقلاب فرهنگی به طور کلی منجر شود، چیزی که ممکن است توجه چین از دنبال کردن رشد اقتصادی را منحرف کند.

## پیامد

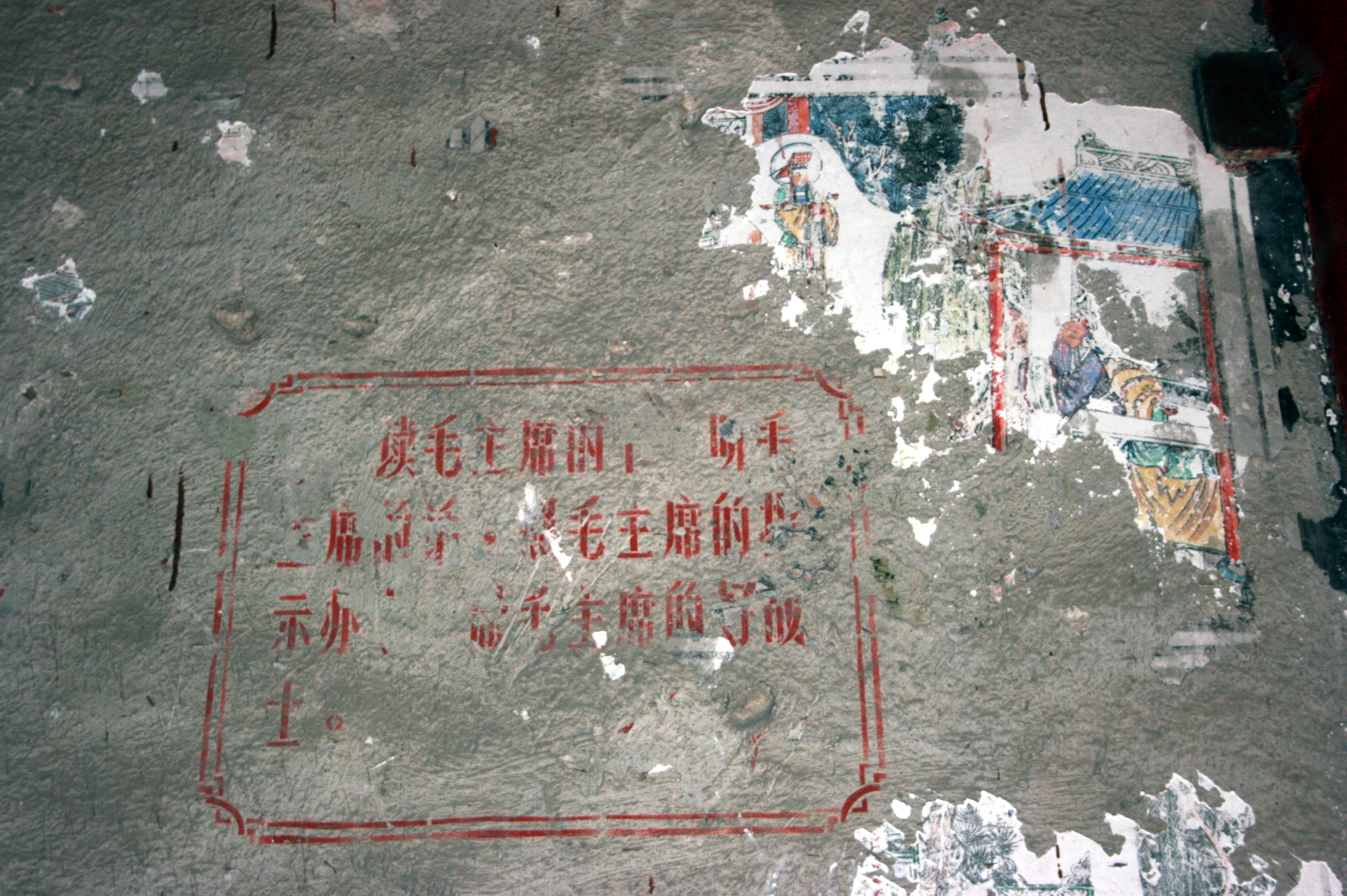
گرافیتی با پیش‌گفتار لین بیائو برای کتاب سرخ کوچک مائو. نام لین (پایین سمت راست) بعدها، احتمالاً پس از مرگ او، خراشیده شد.

از لین بیائو دودو و یک دختر دیگر به یادگار ماندند. همه مقامات نظامی که به عنوان نزدیک به لین یا خانواده او (بیشتر فرماندهان عالی نظامی چین) شناخته شده بودند، ظرف چند هفته پس از ناپدید شدن لین پاک‌سازی شدند. در ۱۴ سپتامبر، جئو به پولیتبورو اعلام کرد که چهار تن از بالاترین مقام‌های نظامی در چین فوراً از وظیفه تعلیق شده‌اند و به آنها دستور داده شد تا با خودانتقادی به ارتباط خود با لین اعتراف کنند. این اطلاعیه به سرعت با دستگیری نود و سه نفر مظنون به نزدیک بودن به لین دنبال شد، و ظرف یک ماه پس از ناپدید شدن لین، بیش از ۱۰۰۰ مقام ارشد نظامی چین پاک‌سازی شدند. پاک‌سازی رسمی پشتیبانان لین تا زمانی که توسط کمیته مرکزی دهم در آگوست ۱۹۷۳ به پایان رسید، ادامه یافت. این حادثه پایانی بر این باور غلط در حزب بود که مائو همیشه کاملاً درست گفته است. جشن روز ملی در ۱ اکتبر ۱۹۷۱ لغو شد.
خبر مرگ لین در اواسط اکتبر ۱۹۷۱ به همه مقامات حزب کمونیست و در نوامبر به مردم چین اعلام شد. این خبر توسط عموم با شوک و سردرگمی مواجه شد. مائو زدونگ به ویژه از این حادثه ناراحت شد: سلامتی او وخیم‌تر شد و او افسرده شد. در پایان سال ۱۹۷۱ او به شدت بیمار شد؛ او در ژانویه ۱۹۷۲ دچار سکته مغزی شد، تحت درمان اورژانسی قرار گرفت و وضعیت سلامتی او ناپایدار ماند. مائو نسبت به برخی از رفقای انقلابی خود که لین از پاک‌سازی آنها حمایت کرده بود، دلتنگ شد و از تلاش‌های جئو ئن لای برای اعاده حیثیت گسترده انقلابیون کهنه‌کار، و اصلاح برخی از فزونی‌های انقلاب فرهنگی (که مائو لین بیائو را مقصر آن‌ها می‌دانست) حمایت کرد. در نتیجه پاک‌سازی پشتیبانان لین، جئو ئن لای جایگزین لین به عنوان دومین مرد قدرتمند چین شد و جیانگ چینگ و پیروانش هرگز نتوانستند او را کنار بزنند. بدون حمایت لین، جیانگ نتوانست از تلاش‌های جئو برای بهبود روابط چین با ایالات متحده، یا اعاده حیثیت کادرهایی که در جریان انقلاب فرهنگی پاک‌سازی شده بودند، جلوگیری کند. بند قانون اساسی حزب کمونیست که اشاره بر جانشین بودن لین به جای مائو داشت، به طور رسمی تا دهمین کمیته مرکزی در اوت ۱۹۷۳ ترمیم نشد.
موضع دولت چین در مورد لین و شرایط مرگ او چندین بار پس از مرگ او در طول دهه ۱۹۷۰ تغییر کرد. حزب کمونیست بیش از یک سال در ابتدا تلاش کرد تا جزئیات مرگ لین را پنهان کند. سپس دولت شروع به انتشار ناتمام جزئیات این رویداد کرد، همراه با یک کمپین تبلیغاتی ضد لین بیائو. پس از مرگ مائو، در سال ۱۹۷۶، دولت محکومیت لین را تایید کرد و به طور کلی هرگونه صحبت در مورد جایگاه لین در تاریخ را متوقف کرد. در طول دهه ۱۹۷۰، رهبران بلندپایه حزب کمونیست چین، از جمله هوآ گوئوفنگ، این داستان که لین با کاگ‌ب برای ترور مائو توطئه کرده بود را به نمایندگان خارجی رساندند.
در سال 1973 جیانگ چینگ، همسر چهارم مائو و متحد سیاسی سابق لین، کمپین لین را نقد کن، کنفوسیوس را نقد کن را با هدف استفاده از وجهه آسیب دیده لین آغاز کرد تا به جئو ئن لای حمله کند. بیشتر این کمپین تبلیغاتی شامل جعل خلاقانه تاریخ بود، از جمله جزئیات کاذب درباره نحوه مخالفت لین با رهبری و تاکتیک‌های مائو در طول دوران حرفه‌ای خود. نام لین پس از اینکه فلش کارت‌هایی که یه چون برای ثبت افکار لین ساخته بود، در محل اقامت لین پس از مرگ او کشف شد، گرفتار کمپین تبلیغاتی جیانگ شد. برخی از این فلش‌کارت ها نظراتی که از مائو انتقاد می‌کردند را ثبت کرده بودند. طبق نوشته های لین، مائو «ابتدا نظر «تو» را جعل می کند، سپس نظر «تو» را تغییر می دهد - که در واقع مال تو نیست، بلکه از خود درآورده اوست. من باید مراقب این ترفند رایج باشم». نظر انتقادی دیگری از لین بیان می کند که مائو «خود را می پرستد و به خود ایمانی کورکورانه دارد. او خود را به حدی می پرستد که تمام دستاوردها به او نسبت داده می شود، اما همه اشتباهات توسط دیگران انجام می شود». انتقادات خصوصی لین از مائو مستقیماً با وجهه عمومی پرورده شده توسط لین در تضاد بود، شخصی که پس از یک گام بزرگ به جلو علناً اعلام کرد که تمام اشتباهات گذشته نتیجه انحراف از دستورالعمل‌های مائو بوده است.
مانند بسیاری از حامیان اصلی انقلاب فرهنگی، وجهه لین پس از مرگ مائو در سال ۱۹۷۶ دستکاری شد و بسیاری از جنبه های منفی انقلاب فرهنگی به گردن لین افتاد. پس از اکتبر ۱۹۷۶، صاحبان قدرت، طرفداران مائو، به اصطلاح دسته چهار نفره را هم مقصر دانستند. در سال ۱۹۸۰، دولت چین مجموعه‌ای از «آزمون‌های ویژه» را برگزار کرد تا کسانی که بیشترین مسئولیت در انقلاب فرهنگی را داشتند را شناسایی کند. در سال ۱۹۸۱، دولت نظر نهایی خود را منتشر کرد: لین بیائو، به همراه جیانگ چینگ، باید به عنوان یکی از دو دار و دسته اصلی «ضد انقلاب» مسئول فزونی‌های اواخر دهه ۱۹۶۰ شناخته شوند. بر اساس حکم رسمی حزب کمونیست، لین و جیانگ برای مقصر دانستن برگزیده شدند، زیرا آن‌ها اکیپ‌های درون حزبی‌ای را هدایت می‌کردند که از «اشتباهات» مائو برای پیشبرد اهداف سیاسی خود سوء استفاده می‌کردند و برای منافع شخصی خود درگیر «فعالیت جنایی» بودند. از جمله «جنایت‌هایی» که لین به آن متهم شد، برکناری رئیس دولت چین، رئیس‌جمهور لیو شائوچی بود. لین به عنوان مسئول اصلی استفاده از «شواهد نادرست» برای سازماندهی «پاپوش‌سازی سیاسی» لیو شناخته شد. از آن زمان لین رسماً به عنوان یکی از بزرگ‌ترین شرورهای چین مدرن یاد می‌شود. لین هرگز از نظر سیاسی اعاده حیثیت نشد، بنابراین اتهامات علیه او همچنان پابرجاست.
برای چندین دهه، نام و وجهه لین در چین سانسور شد، اما در سال‌های اخیر تصویر متعادلی از لین در فرهنگ عامه ظاهر شده است: دستیاران بازمانده و اعضای خانواده شرح حال هایی درباره تجربه خود با لین منتشر کرده‌اند؛ اکثر شواهد برجای مانده مربوط به زندگی و مرگ او در رسانه‌های رسمی چین در معرض دید قرار گرفته اند و هم‌چنین محققان آن ها را بررسی کرده‌اند. فیلم‌هایی که زمینه‌ آن‌ها قبل از سال ۱۹۴۹ اتفاق می‌افتند به لین اشاره کرده‌اند؛ و نام لین با شناخت نقش او در پیروزی ارتش سرخ دوباره در کتاب‌های درسی تاریخ چین ظاهر شده است. در چین مدرن، لین به عنوان یکی از بهترین استراتژیست های نظامی ارتش سرخ در نظر گرفته می‌شود. در سال ۲۰۰۷، یک پرتره بزرگ از لین به موزه نظامی چین در پکن اضافه شد و لین مشمول نمایشگاهی از «ده مارشال» شد، گروهی که به عنوان بنیانگذاران نیرو‌های مسلح چین شناخته می‌شوند.